# Hermanubis
Hermanubis, tout comme Sarapis, est une divinité hybride dont le culte a été encouragé par les Lagides. Il s'agit de la fusion d'Hermès psychopompe et d'Anubis l'embaumeur. Ainsi il accompagne les âmes des morts. Il passe pour le fils d'Osiris et de Nephtys. Ses statues sont dans les temples d'Alexandrie à côté de celles de Sarapis. Elles représentent un homme à tête de chien en armure. Hermanubis sera encore vénéré par les Romains des siècles plus tard.